# Malacoscylus cinctulus
Malacoscylus cinctulus là một loài bọ cánh cứng trong họ Cerambycidae.